# U.S. Men's Clay Court Championships 1997 - Qualificazioni doppio
Le qualificazioni del doppio dell'U.S. Men's Clay Court Championships 1997 sono state un torneo di tennis preliminare per accedere alla fase finale della manifestazione. I vincitori dell'ultimo turno sono entrati di diritto nel tabellone principale. In caso di ritiro di uno o più giocatori aventi diritto a questi sono subentrati i lucky loser, ossia i giocatori che hanno perso nell'ultimo turno ma che avevano una classifica più alta rispetto agli altri partecipanti che avevano comunque perso nel turno finale.
Le qualificazioni del doppio del torneo U.S. Men's Clay Court Championships 1997 prevedevano 4 coppie partecipanti di cui una è entrata nel tabellone principale.

## Teste di serie
1. Shelby Cannon /  Greg Van Emburgh (ultimo turno)

1. Wayne Black /  Maurice Ruah (Qualificati)

## Qualificati
1. Wayne Black  /   Maurice Ruah

## Tabellone

### Legenda
| - Q = Qualificato - WC = Wild card - LL = Lucky loser | - ALT = Alternate - SE = Special Exempt - PR = Protected Ranking | - w/o = Walkover - r = Ritirato - d = Squalificato |

|  | Primo turno | Primo turno                       | Primo turno                       | Primo turno | Primo turno |  |  | Ultimo turno | Ultimo turno                   | Ultimo turno                   | Ultimo turno | Ultimo turno |  |
|  |             |                                   |                                   |             |             |  |  |              |                                |                                |              |              |  |
|  | 1           | Shelby Cannon Greg Van Emburgh    | Shelby Cannon Greg Van Emburgh    | 6           | 6           |  |  |              |                                |                                |              |              |  |
|  |             | Sebastián Prieto Martin Rodriguez | Sebastián Prieto Martin Rodriguez | 3           | 4           |  |  | 1            | Shelby Cannon Greg Van Emburgh | Shelby Cannon Greg Van Emburgh | 2            | 6            |  |
|  | 2           | Wayne Black Maurice Ruah          | 6                                 | 6           | 6           |  |  | 2            | Wayne Black Maurice Ruah       | Wayne Black Maurice Ruah       | 6            | 7            |  |
|  |             | David Caldwell Cecil Mamiit       | 7                                 | 3           | 2           |  |  |              |                                |                                |              |              |  |